# Lüttichau (Thiendorf)
Lüttichau ist ein Ortsteil der Gemeinde Thiendorf im Osten des Landkreises Meißen im Freistaat Sachsen.

## Geographie

### Lage
Lüttichau liegt sechs Kilometer südöstlich von Ortrand am Übergang der Großenhainer Pflege zu den Königsbrück-Ruhlander Heiden. Durch das Straßenangerdorf mit Gewannflur und einem Gelängeflurteil fließt der Schlenkertsgraben. Nördlich des Dorfes befindet sich die Lüttichauer Heide, nordöstlich der Horkenbusch; zwischen beiden liegt der Kiessandtagebau Ponickau-Naundorf. Nach Osten hin erstreckt sich auf dem abgesiedelten Gebiet des ehemaligen Truppenübungsplatzes Königsbrück das Naturschutzgebiet "Königsbrücker Heide" mit dem Zochauer Heideturm. Im Süden wird Lüttichau von den bewaldeten Kuppen des Steinberges (160 m), Kräuterberges (162 m), Horstberges (190 m) und Rosenberges (158 m) umgeben.

### Nachbarorte
| Kraußnitz, Böhla | Naundorf                                    | (Rohna) †                              |
| Ponickau         | Kompassrose, die auf Nachbargemeinden zeigt |                                        |
| Liega            | Röhrsdorf, Lüttichau/Anbau                  | (Otterschütz) †, (Zochau) †, (Sella) † |

## Geschichte
Die erstmalige Erwähnung des im äußersten Nordosten der Mark Meißen gelegenen Dorfes erfolgte 1350 unter den Namen Groz Luechtechowe und Lutkow. Es wird angenommen, dass das alte meißnische Adelsgeschlecht von Lüttichau, das im 14. Jahrhundert von den Markgrafen von Meißen mit der Burg Großkmehlen belehnt und dem damit in dieser Gegend der Schutz der Grenze der Mark entlang der Pulsnitz zu den Lausitzen übertragen worden war, ursprünglich aus Lüttichau stammte. Nachweise für die Existenz eines frühen Adelssitzes in Lüttichau gibt es jedoch keine.
Weitere Namensform waren Lütichow (1378), Lutchaw (1411), Lütchow (1445) und Luttich  (1540). Ab 1551 gehörte das Dorf dem Rat zu Ortrand. Von 1696 an war das zum Amt Großenhain gehörige Dorf Lüttichau immer dem Rittergut Röhrsdorf untertänig. Eingepfarrt war Lüttichau nach Ponickau.
Mit der Neuordnung der sächsischen Verwaltungsstrukturen wurde Lüttichau 1856 dem Gerichtsamt Königsbrück und 1875 der Amtshauptmannschaft Kamenz zugeordnet. 1938 wurden im Zuge der Erweiterung des Truppenübungsplatzes Königsbrück die umliegenden Heidedörfer aufgelöst und geräumt. Nach dem Ende des Zweiten Weltkrieges wurde der Truppenübungsplatz durch die sowjetische Besatzungsmacht in Beschlag genommen. 1950 wurde die Gemeinde Lüttichau dem Landkreis Großenhain zugeordnet. Am 1. Januar 1960 wurden Lüttichau und der Ortsteil Lüttichau/Anbau nach Ponickau eingemeindet. Seit 1996 ist Lüttichau ein Ortsteil der Gemeinde Thiendorf. Ab 1994 gehörte Lüttichau zum Landkreis Riesa-Großenhain, seit 2008 ist das Dorf Teil des Landkreises Meißen.
Im Zuge der Umwandlung des ehemaligen sowjetischen Truppenübungsplatzes in das Naturschutzgebiet "Königsbrücker Heide" wurde Lüttichau in die Programmdorfförderung aufgenommen. Dadurch konnten mehrere Höfe saniert werden. Lüttichau hat bis heute seinen ursprünglichen dörflichen Charakter bewahrt; auch künftig sind nur geringfügige Lückenbebauungen vorgesehen.

## Bevölkerungsentwicklung
| Jahr | Einwohner                     |
| ---- | ----------------------------- |
| 1551 | 11 besessene Mann, 7 Inwohner |
| 1764 | 12 besessene Mann             |
| 1834 | 122                           |
| 1871 | 146                           |
| 1890 | 141                           |
| 1910 | 144                           |
| 1925 | 137                           |
| 1939 | 126                           |
| 1946 | 129                           |
| 1950 | 132                           |
| 2015 | 64                            |

## Denkmale
- Wohnstallhaus des Dreiseithofes Am Graben 3 vom Ende 19. Jh.
- Wohnstallhaus und Backhaus des Dreiseithofes Heidestraße 5 vom Ende 18. Jh., das Wohnstallhaus eine der wenigen erhaltenen Fachwerkbauten im Ort
- Stiel-Eiche auf dem Dorfanger